# Batilàgids
Els batilàgids (Bathylagidae) són una família de peixos teleostis. Són peixos marins que viuen a gran fondària, fins a 1500 m. Són de mida petita i fan fins a 25 cm de llargada. S'alimenten de plàncton i especialment de krill.